# Jezioro Czyste (Równina Iławska)
Jezioro Czyste – jezioro w Polsce, położone w województwie warmińsko-mazurskim, w powiecie iławskim, w gminie Iława.

## Opis
Jezioro znajduje się na Równinie Iławskiej, na terenie rezerwatu przyrody Jasne w Parku Krajobrazowym Pojezierza Iławskiego. To bezodpływowe jezioro o niespotykanie czystej i przeźroczystej wodzie (światło dociera na głębokość 14–15 m) jest najchętniej odwiedzanym miejscem na terenie parku.
Od szeregu lat naukowcy i studenci z Uniwersytetu Mikołaja Kopernika w Toruniu prowadzą badania dotyczące tego jeziora. Odczyn wody jest kwaśny, jego pH = 4,3.
Ze względu na skład i charakter wody życie biologiczne w tym jeziorze jest bardzo ubogie. Ogranicza się ono do kilku gatunków glonów i sinic oraz do wąskiego pasa roślinności przybrzeżnej. W Jasnym występują też kanibalistyczne okonie karłowate. Na tafli jeziora możemy obserwować pływające gągoły.

## Dane morfometryczne
Powierzchnia zwierciadła wody według różnych źródeł wynosi od 10,7 ha przez 11,0 ha do 11,19 ha.
Średnia głębokość jeziora wynosi 8,4 m, natomiast głębokość maksymalna 19,8 m.
W oparciu o badania przeprowadzone w 1995 roku wody jeziora zaliczono do I klasy czystości.

## Hydronimia
Według urzędowego spisu opracowanego przez Komisję Nazw Miejscowości i Obiektów Fizjograficznych (KNMiOF) nazwa tego jeziora to Jezioro Czyste. W większości publikacji i na mapach topograficznych jezioro to występuje pod nazwą Jezioro Jasne.